# Chelanops skottsbergi
Chelanops skottsbergi är en spindeldjursart som först beskrevs av Beier 1957.  Chelanops skottsbergi ingår i släktet Chelanops och familjen blindklokrypare. Inga underarter finns listade i Catalogue of Life.